# Millbrook (Illinois)
Pour les articles homonymes, voir Millbrook.
Millbrook est un village du comté de Kendall dans l'Illinois, aux États-Unis,. Situé à l'ouest du comté, il est incorporé le 5 novembre 2002 ou le 5 février 2003.

## Démographie
Lors du recensement de 2010, le village comptait une population de 285 habitants. Elle est estimée, en 2016, à 313 habitants.

## Source de la traduction
- (en) Cet article est partiellement ou en totalité issu de l’article de Wikipédia en anglais intitulé « Millbrook, Illinois » (voir la liste des auteurs).